# アーノルド・ジャクソン
アーノルド・ジャクソン（Arnold Nugent Strode-Jackson, 1891年4月5日 - 1972年11月13日）は、イギリスの陸上競技選手。軍人。法廷弁護士。1912年ストックホルムオリンピックの金メダリストである。

## 経歴
ジャクソンは、1910年にオックスフォード大学に進学。大学では、ボート、サッカー、そしてホッケーにいそしみ、ホッケー部では主将を務めた。また、オックスフォード大学の陸上クラブの主将として、ケンブリッジ大学との対抗戦のマイルレースでは3度勝利を飾っている。
ジャクソンは、1912年のストックホルムオリンピックの1500m走に個人参加選手として出場（ストックホルム大会まで国代表とは別に個人参加も認められていた）。当時の陸上の中距離界を牛耳っていたのはアメリカで、1500mの決勝進出者14人のうち7人がアメリカ人で、当然アメリカは金メダル獲得に自信を持っていた。
決勝レースは、最初の1周が65秒という控えめなペースで入ったが、アメリカのノーマン・テーバーが先頭に立ちペースを上げはじめる。ラスト1周の鐘が鳴ると、ここで1500mの世界記録保持者のアメリカのアベル・キヴィアットが先頭に立ち、テーバーと、1マイルの世界記録保持者のアメリカのジョン・ジョーンズが続く形となった。第4コーナーを回り最後の直線。先頭の集団に、アメリカのメルビン・シェパードとジャクソン、スウェーデンのエルンスト・ヴィーデが加わるが、ここから、ジャクソンと、キヴィアット、テーバーが抜け出し、最後はジャクソンが力を振り切って3分56秒8で、キヴィアット、テーバーをおさえ金メダルを獲得。その差は0.1秒であった。
その後のジャクソンは、第一次世界大戦に従軍。陸軍の最年少の准将として活躍し後に従軍勲位を授かる。しかし、戦場で3度にわたる負傷の末、足が不自由となり、競技人生に幕を下ろした。後のジャクソンは、オリンピック委員会の職員、会社員を経て、アメリカで長きに渡り治安判事に従事。イギリスに帰国したのは1960年代であった。